# Hwisdez
Hwisdez (ukrainisch Гвіздець; russisch Гвоздец Gwosdez, polnisch Gwoździec) ist eine Siedlung städtischen Typs der Oblast Iwano-Frankiwsk im Westen der Ukraine mit etwa 1900 Einwohnern.

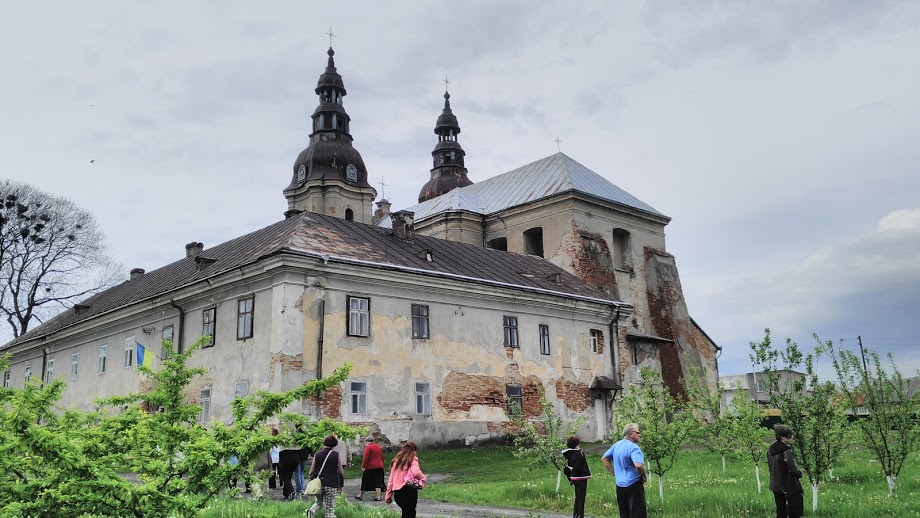
Klosterkirche im Ort

Hwisdez liegt am Ufer der Tschornjawa im Rajon Kolomyja südöstlich der Oblasthauptstadt Iwano-Frankiwsk. Die Stadt Kolomyja liegt etwa 20 Kilometer südwestlich.

## Geschichte
Der Ort wurde 1373 zum ersten Mal schriftlich erwähnt und gehörte zunächst zur Adelsrepublik Polen-Litauen (in der Woiwodschaft Ruthenien), von 1774 bis 1918 gehörte er unter seinem polnischen Namen Gwoździec zum österreichischen Kronland Galizien und war von 1854 bis 1867 Sitz einer Bezirkshauptmannschaft, danach wurde der Bezirk auf die Bezirke Horodenka, Sniatyn und Kolomea aufgeteilt, im gleichen Jahr wurde ein Bezirksgericht des Bezirks Kolomea errichtet.
Nach dem Ende des Ersten Weltkrieges kam der Ort zu Polen (in die Woiwodschaft Stanislau, Powiat Kołomyja), wurde im Zweiten Weltkrieg 1939 bis 1941 von der Sowjetunion und dann bis 1944 von Deutschland besetzt und hier in den Distrikt Galizien eingegliedert.
Nach dem Ende des Krieges wurde der Ort der Sowjetunion zugeschlagen, dort kam das Dorf zur Ukrainischen SSR und ist seit 1991 ein Teil der heutigen Ukraine. Bereits 1940 wurde Hwisdez der Status einer Siedlung städtischen Typs verliehen, von 1940 bis 1962 war der Ort das Rajonszentrum des gleichnamigen Rajons Hwisdez, dieser wurde schließlich auf die Rajone Horodenka, Snjatyn und Kolomyja aufgeteilt.
Nahe der Siedlung fand 1531 die Schlacht bei Gwoździec im Zuge des Polnisch-Moldauischen Krieges statt.

## Verwaltungsgliederung
Am 5. September 2019 wurde die Siedlung zum Zentrum der neugegründeten Siedlungsgemeinde Hwisdez (Гвіздецька селищна громада Hwisdezka selyschtschna hromada). Zu dieser zählten auch noch die 5 in der untenstehenden Tabelle aufgelisteten Dörfer, bis dahin bildete sie zusammen mit dem Dorf Beremjany die gleichnamige Siedlungratsgemeinde Hwisdez (Гвіздецька селищна рада/Hwisdezka selyschtschna rada) im Osten des Rajons Kolomyja.
Am 12. Juni 2020 kamen noch die Dörfer Chomjakiwka und Kulatschkiwzi aus dem Rajon Snjatyn zum Gemeindegebiet.
Folgende Orte sind neben dem Hauptort Hwisdez Teil der Gemeinde:
| Name                     | Name            | Name                           | Name            | Name |
| ukrainisch transkribiert | ukrainisch      | russisch                       | polnisch        |      |
| ------------------------ | --------------- | ------------------------------ | --------------- | ---- |
| Beremjany                | Берем'яни       | Беремяны                       | Beremiany       |      |
| Chomjakiwka              | Хом'яківка      | Хомяковка (Chomjakowka)        | Chomiakówka     |      |
| Kulatschkiwzi            | Кулачківці      | Кулачковцы (Kulatschkowzy)     | Kułaczkowce     |      |
| Ostapkiwzi               | Остапківці      | Остапковцы (Ostapkowzy)        | Ostapkowce      |      |
| Tschechowa               | Чехова          | Чехова                         | Czechowa        |      |
| Malyj Hwisdez            | Малий Гвіздець  | Малый Гвоздец (Maly Gwosdez)   | Gwoździec Mały  |      |
| Staryj Hwisdez           | Старий Гвіздець | Старый Гвоздец (Stary Gwosdez) | Gwoździec Stary |      |

## Synagoge
Um 1640 wurde die Synagoge in Hwisdez errichtet. Sie wurde nach dem Einmarsch deutscher Truppen 1941 in Brand gesteckt. Ihr hölzernes Gewölbe wurde 2014 im Museum der Geschichte der polnischen Juden in Warschau rekonstruiert.

## Persönlichkeiten
- Andrij Schewtschenko, ukrainischer Journalist, Politiker und Diplomat
- Jan Puzyna de Kosielsko, polnischer Bischof
- Jerzy Kawalerowicz, polnischer Regisseur